# Cyanella cygnea
Cyanella cygnea là một loài thực vật có hoa trong họ Tecophilaeaceae. Loài này được G.Scott mô tả khoa học đầu tiên năm 1991.